# Gephyromantis granulatus
Gephyromantis granulatus é uma espécie de anfíbio da família Mantellidae, que pode ser encontrada em Madagáscar e no território francês de Mayotte.
Os seus habitats naturais são: florestas subtropicais ou tropicais húmidas de baixa altitude, plantações e florestas secundárias altamente degradadas.